# Woldemar Voigt
Woldemar Voigt, (Leipzig, 2 de setembre de 1850 - Göttingen, 13 de desembre de 1919), fou un físic alemany. És conegut principalment pels seus treballs sobre cristal·lografia, electromagnetisme i relativitat especial. Va treballar amb Hendrik Lorentz i Henri Becquerel. També va realitzar treballs sobre la teoria de l'elasticitat.

## Biografia
Va començar els seus estudis el 1868 a la Universitat de Leipzig, però es van veure interromputs al 1870 per la seva participació a la Guerra francoprussiana. El 1871 tornà als estudis, però aquest cop a la Universitat de Königsberg.
Al principi Voigt dubtava entre una carrera en física i una en música, donat que aquesta sempre havia estat molt important a la seva vida. De fet a casa del seus pares era molt habitual la presència de músics com ara Felix Mendelssohn o Robert Schumann. La seva oïda musical estava molt entrenada; i quan era a l'exèrcit sovint passava el temps mentre marxava recitant, nota per nota, l'orquestració completa de peces simfòniques senceres. Finalment es va decidir per la física.
Mentre estava a Königsberg, Voigt va quedar sota la influència de Franz Ernst Neumann, qui va determinar en gran manera la seva carrera, pel que fa a la temàtica, l'estil de recerca i la manera en què va presentar el seu treball a la comunitat científica. Va completar la seva tesi sobre les constants elàstiques de la sal gema l'any 1874. El 1875 va començar a treballar per la Universitat de Königsberg com a professor adjunt de física, i el 1883 va ser nomenat professor ordinari de física teòrica. Va començar centrant les seves investigacions en la cristal·lografia, però cap al tombant de segle va apropar la seva recerca a l'efecte Zeeman i la teoria dels electrons.
A partir del 1878, va reformar i ampliar les bases de l'òptica física, prèviament formulades per Fresnel. El 1883 va intentar desenvolupar una teoria de la propagació de la llum a l'espai buit basada en la hipòtesi de l'èter lluminós. Després es dedicà a construir una teoria fenomenològica, la forma definitiva de la qual es va presentar al seu Kompendium der theoretischen Physik.
L'any 1887 Voigt va escriure un article sobre l'efecte Doppler, en el qual analitzava les equacions diferencials per a les oscil·lacions en un medi elàstic incompressible, i va establir un conjunt d'equacions de transformació que més tard es van conèixer com transformacions de Lorentz.
Entre 1887 i 1889 va fer una sèrie d'experiments sobre cristalls de diferentes classes, amb els que va acabar amb la controvèrsia sobre el nombre de constants elàstiques refutant l'alternativa de constants rares, que es desprèn de la teoria molecular de Navier-Poisson. Les seves conclusions eren especialment adequades per a l'aplicació del que més tard va anomenar el Principi de Neumann, segons el qual les propietats físiques dels cristalls han de posseir almenys la simetria de la seva forma. Voigt va estendre l'ús anterior de Neumann i Kirchhoff d'aquestes consideracions a tots els sistemes de cristall, i va aplicar consideracions de simetria de manera més rigorosa i completa. L'ús reeixit de la simetria de Voigt probablement va estimular Pierre Curie, el co-descobridor de l'efecte piezoelèctric.
El seu nom s'utilitza per:
- la Notació de Voigt;
- la mitjana de Voigt, utilitzada en elasticitat;
- el model Kelvin-Voigt, emprat en reologia;
- el perfil de Voigt, utilitzat en espectroscòpia i difracció;
- l'efecte Voigt, tipus d'efecte magnetoòptic;
- i a la tansformació de Voigt.

## Transformació de Voigt
A partir de 1886, Voigt va estudiar el problema dels punts de referència deixant invariable la velocitat de la llum, camí que seguiria Albert Einstein i que el portaria a formular la teoria de la relativitat. L'alemany va ser el primer a formar equacions relacionades amb la transformació de Lorentz, la transformació de Voigt, i va demostrar la invariància de l'equació d'ona en aquesta transformació. Els seus punts de partida van ser una equació diferencial parcial per a ones transversals i una forma general de la Transformació de Galileu. Com assenyala H. A. Lorentz en una nota al peu de la pàgina 198 del seu llibre Theory of Electrons, Voigt va predir la transformació de Lorentz. El treball pioner de Voigt el 1887 devia ser conegut pel creador de la teoria moderna de la relativitat, perquè aquest treball va ser citat el 1903 a l'Annalen der Physik, i Voigt també va correspondre amb Lorentz el 1887 i el 1888 sobre l'experiment de Michelson-Morley. També és segur que Joseph Larmor sabia de la transformació de Voigt. Es pot escriure en notació moderna de la següent manera
{\displaystyle x^{\prime }=x-vt,\quad y^{\prime }={\frac {y}{\gamma }},\quad z^{\prime }={\frac {z}{\gamma }},\quad t^{\prime }=t-x{\frac {v}{c^{2}}}} ,
a on {\displaystyle \gamma =1/{\sqrt {1-v^{2}/c^{2}}}} és el factor de Lorentz

#### Altres publicacions de Voigt
- Voigt, Woldemar. Die fundamentalen physikalischen Eigenschaften der Krystalle in elementarer Darstellung (en alemany).  Von Veit, 1898. OCLC 214099144.
- Voigt, Woldemar. Elementare Mechanik als Einleitung in das Studium der theoretischen Physik (en alemany).  Leipzig: Veit & Co., 1901. OCLC 3487856.
- Voigt, Woldemar. Thermodynamik (en alemany).  Leipzig: G.J. Göschen, 1903. OCLC 09881188.
- Voigt, Woldemar. Thermodynamik Bd. II. T. Thermischchemische Umsetzungen. III. T. Thermischelektrische Umsetzungen (en alemany).  G.J. Göschen, 1904. OCLC 214155910.
- Voigt, Woldemar. Magneto- und elektrooptik (en alemany).  Leipzig: B. G. Teubner, 1908. OCLC 2871671.
- Voigt, Woldemar. Lehrbuch der kristallphysik (mit ausschluss der kristalloptik) (en alemany).  Leipzig, Berlin: B.G. Teubner, 1910. OCLC 1122658.